# كين دبليو. ماكدونالد
كين دبليو. ماكدونالد (بالإنجليزية: Ken W. MacDonald)‏ هو شخصية أعمال بريطاني، ولد في 21 فبراير 1959 في بيزلي في المملكة المتحدة.